# Epíleg

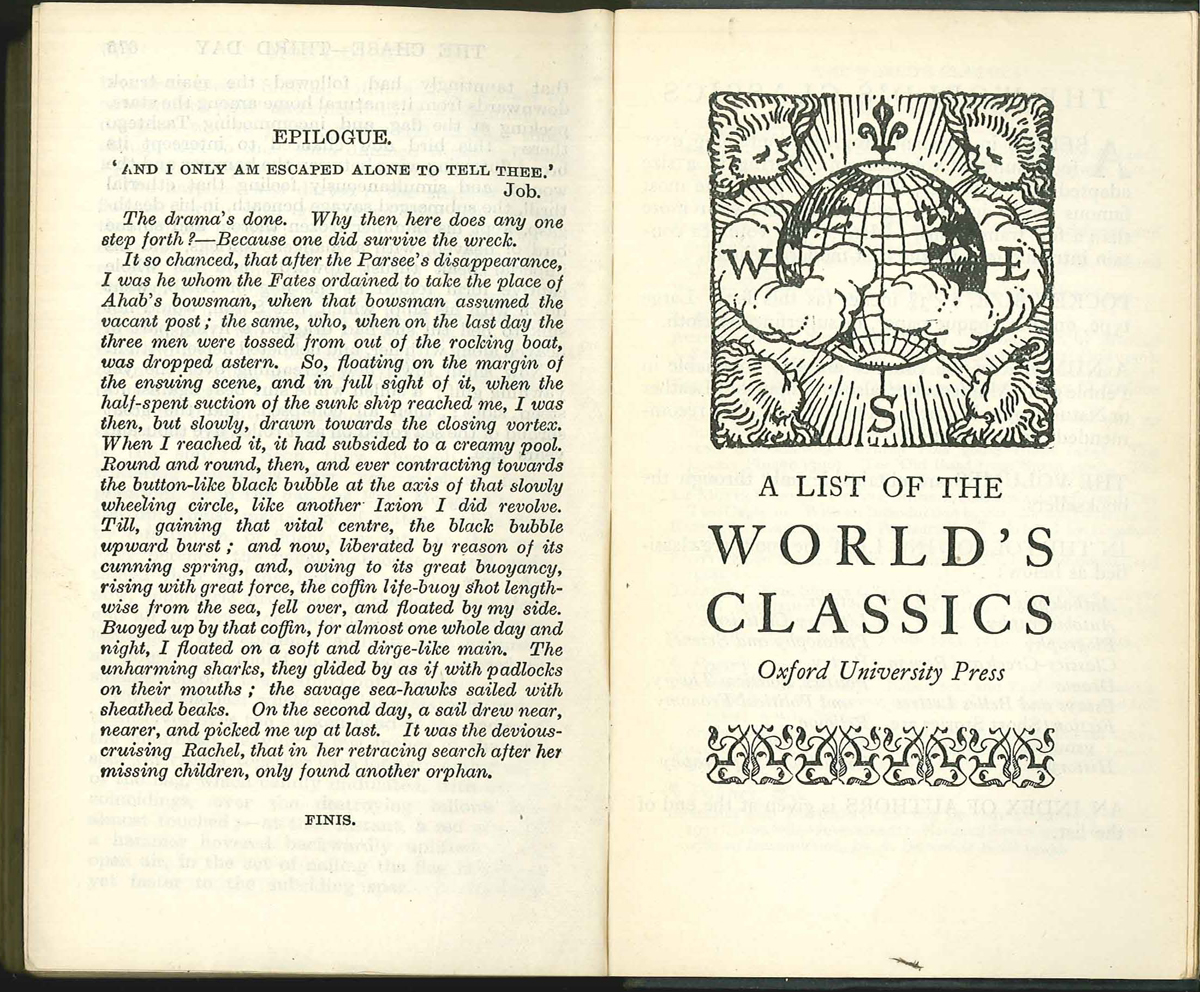
Epíleg de la novel·la Moby Dick de Herman Melville.

Un epíleg és un fragment de text a la fi d'una obra, que normalment s'usa per a donar-li acabament. L'autor pot bé continuar la narració normal, com si fos l'escena final, o bé parlar directament al lector. En literatura, l'epíleg sol ser un capítol literari al final de la narració. També es troben epílegs al cinema o en sèries de televisió.
És principalment un entremès, un adéu al públic. La Fontaine, creient haver acabat la seva obra de les Faules en el VI llibre, pren comiat del lector en aquest epíleg:
- Bornons ici cette carrière,
- Les longs ouvrages me font peur ;
- Loin d'épuiser une matière,
- On n'en doit prendre que la fleur…

- (Fitem aquí aquesta carrera,
- Les llargues obres em fan por;
- Lluny d'esgotar una matèria,
- N'havem de prendre sinó la flor...)

El llibre XI també té un epíleg, perquè al seu torn havia de ser el darrer.